# Megalosphecia
Megalosphecia là một chi bướm đêm thuộc họ Sesiidae.

## Các loài
- Megalosphecia callosoma  Hampson, 1919
- Megalosphecia gigantipes  Le Cerf, 1916